# Ibn Ishak
Muhammad Ibn Ishak Ibn Jasar (arab. محمد بن اسحاق بن يسار; ur. ok. 704; zm. ok. 761 lub 767) – historyk arabski, autor jednej z biografii proroka Mahometa Sirat rasul allah (arab. Żywot wysłannika bożego), która do naszych czasów dochowała się wyłącznie we fragmentach zacytowanych przez sirę późniejszą, dochowaną w całości, autorstwa Ibn Hiszama.
Jego dziadek, Jasar, Syryjczyk, został wzięty do niewoli przez Chalida Ibn al-Walida w czasie jego kampanii w Syrii i przywieziony do Medyny jako niewolnik; przeszedł na islam i został wyzwolony. Jego syn, a ojciec biografa Proroka, został tradycjonistą – zbieraczem hadisów. Ibn Ishak w wieku 30 lat udał się do Egiptu, gdzie uczył się hadisów od znanego zbieracza hadisów, Jazida Ibn Abi Habiba, a po przejęciu władzy przez Abbasydów w 750 przeniósł się do Bagdadu i tam zmarł. Żadne z jego dzieł nie zachowało się do naszych czasów. Zarzucano mu sprzyjanie kadaryzmowi i zapewne przez to był tak mało popularny, iż jego sira nie zachowała się do naszych czasów.